# Белгард (Тарн)
Белгард (фр. Bellegarde) насеље је и општина у јужној Француској у региону Миди Пирене, у департману Тарн која припада префектури Алби.
По подацима из 2011. године у општини је живело 427 становника, а густина насељености је износила 38,47 становника/km². Општина се простире на површини од 11,1 km². Налази се на средњој надморској висини од 344 метара (максималној 386 m, а минималној 226 m).

## Демографија
| 1962. | 1968. | 1975. | 1982. | 1990. | 1999. | 2011. |
| ----- | ----- | ----- | ----- | ----- | ----- | ----- |
| 275   | 290   | 287   | 355   | 335   | 318   | 427   |

График промене броја становника у току последњих година